# Max Baldry
Maxim Alexander Baldry (Londen, 5 januari 1996) is een Britse acteur, die vooral bekend is geworden door zijn rol als Stepan in Mr. Bean's Holiday en Caesarion in de televisieserie Rome.
Hoewel hij in Londen geboren is, groeide Baldry op in Moskou (Rusland) en Warschau (Polen), omdat zijn vader voor zijn werk naar deze landen moest. In 2003 keerde hij uiteindelijk weer terug naar Engeland, waar hij nu nog steeds woont. Naast zijn ouders, Simon en Carina Baldry, heeft hij ook nog een oudere broer.
Zijn vader werkt bij Cadbury en zijn moeder is van Russische komaf.
Baldry volgt lessen op de Gayhurst School in Buckinghamshire (Engeland) en spreekt zowel vloeiend Engels als Russisch. Naast school volgt hij zang-, dans- en acteerlessen op de Jackie Palmer Stage School, tevens in Buckinghamshire.

## Filmografie
- 2005: Der kleine Eisbär 2, als de stem van Chucho in de Engelse versie
- 2007: Rome (Season 2)
  - Aflevering 20: A Necessary Fiction, als Caesarion (de oudere)
  - Aflevering 21: Deus Impeditio Esuritori Nullus, als Caesarion (de oudere)
  - Aflevering 22: De Patre no, als Caesarion (de oudere)
- 2007: Mr. Bean's Holiday, als Stepan (het Russische jongetje)

- 2019: Years and Years, als Viktor (een Oekraïense vluchteling)